# أل روبلس
أل روبلس (بالإنجليزية: Al Robles)‏ هو شاعر أمريكي، ولد في 16 فبراير 1930 في سان فرانسيسكو في الولايات المتحدة، وتوفي بنفس المكان في 2 مايو 2009.